# Détrier
Détrier – miejscowość i gmina we Francji, w regionie Owernia-Rodan-Alpy, w departamencie Sabaudia. W 2017 roku populacja gminy wynosiła 431 mieszkańców. Przez miejscowość przepływa rzeka Bréda. 